# 戸原四郎
戸原 四郎（とはら しろう、1930年1月25日 - 2004年10月26日）は、日本のマルクス経済学者。東京大学名誉教授。

## 生涯
東京生まれ。1952年東京大学経済学部卒、1961年「ドイツ金融資本の成立過程」で経済学博士。1952年東大社会科学研究所助手、1959年退職、1961年同助教授、1972年教授、1990年定年退官、名誉教授、新潟大学教授、1995年退官。
1960年『ドイツ金融資本の成立過程』で日経・経済図書文化賞受賞。

## 著書
- 『ドイツ金融資本の成立過程』東京大学出版会 1960
- 『恐慌論』経済学全集 筑摩書房 1972
- 『ドイツ資本主義 戦間期の研究』工藤章,藤澤利治編 桜井書店 2006

### 共編著
- 『経済学概論』大内力,大内秀明共著 東京大学出版会 1966
- 『現代のドイツ経済 統一への経済過程』加藤栄一共編 有斐閣 1992
- 『ドイツ経済 統一後の10年』加藤榮一,工藤章共編 有斐閣 2003
- 玉田美治『フランス資本主義 戦間期の研究』戸原つね子,工藤章共編 桜井書店 2006

### 翻訳
- エンゲルス「新ドイツ帝国建設の際の強力と経済」『マルクス・エンゲルス選集 第10巻』新潮社 1956
- ベルンシュタイン「社会主義の前提と社会民主党の任務」世界大思想全集 河出書房新社 1960
- エンゲルス『家族・私有財産・国家の起源 ルイス・H.モーガンの研究に関連して』岩波文庫 1965

## 論文
- ＜戸原四郎